# Jack Frost (film din 1998)
Jack Frost - film de Crăciun fantastic de comedie din 1998 regizat de Troy Miller cu Michael Keaton și Kelly Preston în rolurile principale. Keaton interpretează rolul titular, un om care moare într-un accident de mașină și revine la viață sub forma unui om de zăpadă.  Trei din cei patru copii ai lui Frank Zappa —Dweezil Zappa, Ahmet Zappa și Moon Unit Zappa— apar în acest film.

## Distribuție
- Michael Keaton ca Jack Frost, vocalist și cântăreț la muzicuță al The Jack Frost Band. Jack moare într-un accident de mașină în timp ce încercă să vină acasă pentru a petrece Crăciunul alături de familia sa. Învie în corpul unui om de zăpadă aflat în curtea familiei sale, în fața casei,  după ce Charlie a folosit muzicuța magică. 
  - Bruce Lanoil ca omul de zăpadă Jack Frost (interpretare în costum)
  - Denise Cheshire ca omul de zăpadă Jack Frost (interpretare în costum)
- Kelly Preston ca Gabby Frost, soția lui Jack
- Henry Rollins ca Sid Gronic, antrenor de hochei pe gheață
- Mark Addy ca Mac MacArthur, clăparul formației lui Jack și cel mai bun prieten al acestuia.
- Joseph Cross ca Charlie Frost, fiul lui Jack.
- Mika Boorem ca  Natalie, prietena lui Charlie.
- Andrew Lawrence ca Tuck Gronic,  prietenul lui Charlie, fiul lui Sid
- Eli Marienthal ca Spencer, prietenul lui Charlie
- Will Rothhaar ca Dennis, prietenul lui Charlie
- Taylor Handley ca Rory Buck,  un bătăuș de la școală care-l terorizează pe Charlie, dar care mai târziu simpatizează cu Charlie după ce ambii și-au pierdut tații.
- Ahmet Zappa ca șoferul unui plug de zăpadă
- Paul F. Tompkins ca un om din public
- Dweezil Zappa ca John Kaplan, agent de muzică
- Jay Johnston ca meteorologul de la TV
- Jeff Cesario - crainic Radio
- Scott Kraft ca tatăl Nataliei
- Ajai Sanders ca reporterul de la TV
- John Ennis ca șofer de camion
- Wayne Federman ca Dave, polițist
- Pat Crawford Brown ca cel care ține scorul la hochei
- Trevor Rabin ca Trevor, chitaristul principal al formației lui Jack Frost
- Lili Haydn ca Lili, violonista formației lui Jack Frost
- Lou Molino III ca Lou, toboșarul formației lui Jack Frost
- Moon Unit Zappa ca profesoară (nemenționat)

## Muzica
În film apar 22 de melodii:
- Frosty the Snowman - The Jack Frost Band
- Roll with the Changes - REO Speedwagon
- Merry Christmas Baby - Hanson
- Everytime We Say Goodbye - Cole Porter
- Rock and Roll (Part 2) - Gary Glitter
- Don't Lose Your Faith - The Jack Frost Band
- Can't Let Go - Lucinda Williams
- Leavin' Again - Steve Poltz
- Couldn't Stand the Weather - Stevie Ray Vaughan
- Landslide - Fleetwood Mac
- Free Ride - The Edgar Winter Group
- Hey Now Now - Swirl 360
- Final Fire - Hans Zimmer
- Jingle Bell Rock - Michael Sherwood
- Hot in the City - Billy Idol
- Gimme Some Lovin - Hanson
- Sleigh Ride - Spice Girls
- Slow Ride - Foghat
- Five Candles (You Were There) - Jars of Clay
- How - Lisa Loeb
- Father's Love - Bob Carlisle
- Good Lovin' - Hanson

Nu toate aceste melodii apar în CD-ul cu coloana sonoră a filmului.   
CD-ul cu coloana sonoră a filmului conține următoarele cântece:
| Nr. | Titlu                  | Interpret(i)        | Lungime |  |
| 1.  | „Gimme Some Lovin'”    | Hanson              |         |  |
| 2.  | „Frosty The Snowman”   | The Jack Frost Band |         |  |
| 3.  | „How”                  | Lisa Loeb           |         |  |
| 4.  | „Father's Love”        | Bob Carlisle        |         |  |
| 5.  | „Hey Now Now”          | Swirl 360           |         |  |
| 6.  | „Sleigh Ride”          | Spice Girls         |         |  |
| 7.  | „Good Lovin'”          | Hanson              |         |  |
| 8.  | „Five Candles”         | Jars of Clay        |         |  |
| 9.  | „Can't Let Go”         | Lucinda Williams    |         |  |
| 10. | „Leavin' Again”        | Steve Poltz         |         |  |
| 11. | „Have A Little Faith”  | The Jack Frost Band |         |  |
| 12. | „Merry Christmas Baby” | Hanson              |         |  |
| 13. | „Wait For You”         | Fighting Gravity    |         |  |
| 14. | „Frostbite”            | Trevor Rabin        |         |  |

## Primire

### Părerea criticilor
Filmul a beneficiat de recenzii în general negative din partea criticilor de film. Site-ul Rotten Tomatoes a dat filmului un scor de 20% pe baza a 55 de recenzii.
Roger Ebert a dat filmului o stea din cinci, catalogându-l ca fiind "genul de film care te face să iei temperatura producătorilor, nesimțind niciun puls".

### Box office
Produs cu un buget de 85 de milioane $, filmul a avut încasări de 7 milioane $ în weekendul premierei.
A avut încasări de 34,5 de milioane $ în America de Nord, devenind un eșec la box office.

## Producție
Atât Joseph Cross cât și Mika Boorem au apărut împreună în episodul Touched by an Angel "Psalm 151." În plus, Cross și Michael Keaton au apărut împreună în filmul Măsuri disperate, care a fost lansat în același an.